# Nhiếp ảnh phơi sáng lâu

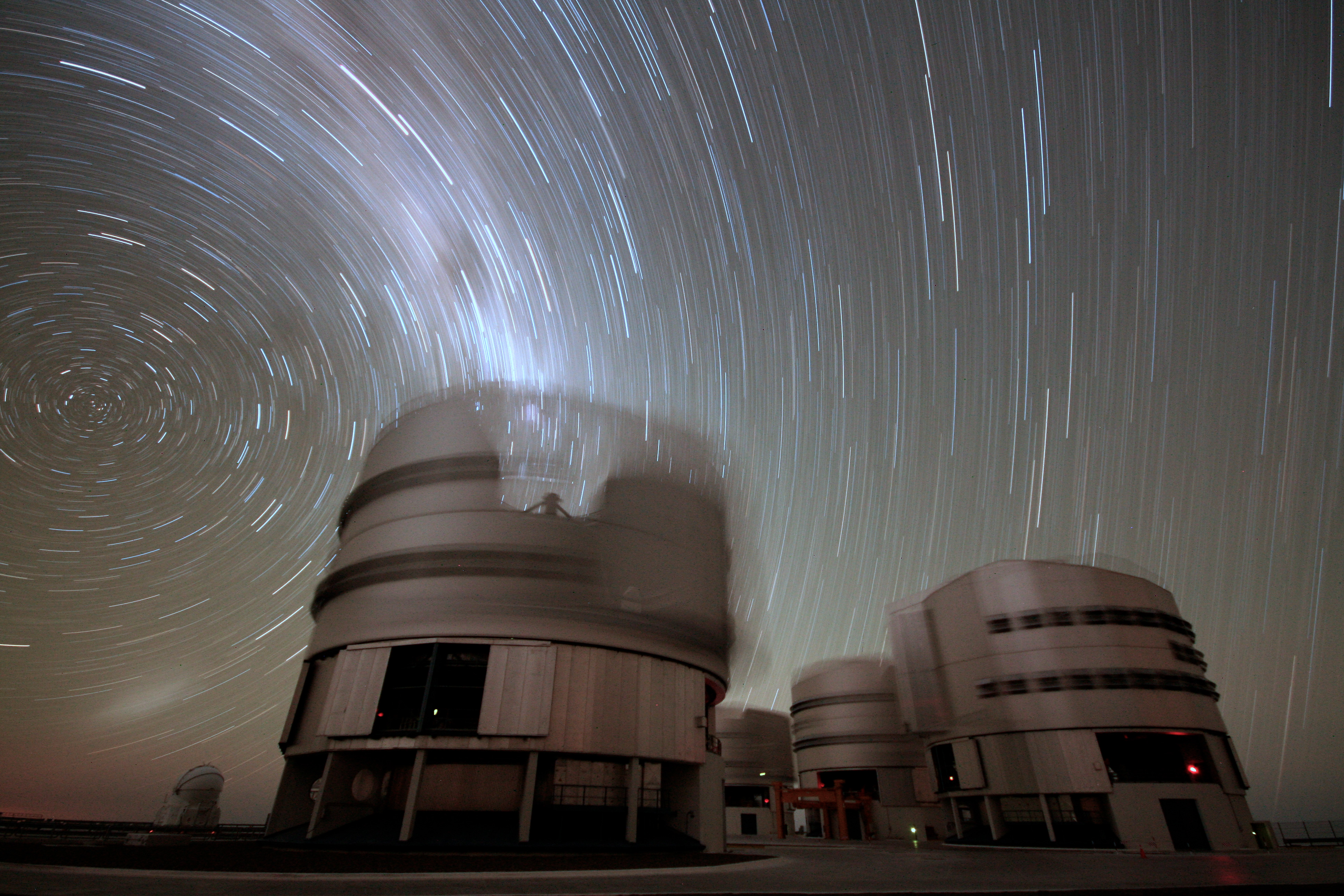
Bức hình được chụp với 45 phút phơi sáng vào một đêm tối trời và quang đãng ở Cerro Paranal, các ngôi sao để lại những vệt dài khi chuyển động xung quanh bầu trời cực Nam (bên trái).

Nhiếp ảnh phơi sáng lâu hoặc chụp phơi sáng là việc một kĩ thuật chụp ảnh điều chỉnh thời gian của màn trập kéo dài thời gian của nó thêm vài giây, nhằm mục đích lấy ánh sáng vào nhiều hơn. Cách điều chỉnh này được sử dụng nhiều vào ban đêm, trong một vài tình huống chuyển động nghệ thuật hoặc sử dụng trong môi trường ánh sáng yếu.
Mục đích của việc chụp phơi sáng, nhằm lấy được những đường nét tinh tế của sự vật hiện tượng kết hợp với ánh sáng của chúng tạo nên những bức ảnh đẹp lung linh không bị mờ hoặc bị dính hạt. Các đám mây, ánh đèn ở đầu và đuôi xe ô tô trở thành các vệt sáng, những ngôi sao tạo thành những vòng cung trên bầu trời dòng nước sẽ trở nên mềm mại. Chỉ có các đối tượng sáng mới tạo thành những vệt sáng có thể nhìn thấy, các đối tượng tối thường không xuất hiện. Các con thuyền trong độ phơi sáng vào ban ngày sẽ biến mất, nhưng sẽ tạo thành những vệt sáng từ ánh đèn của chúng vào ban đêm.

## Kỹ thuật

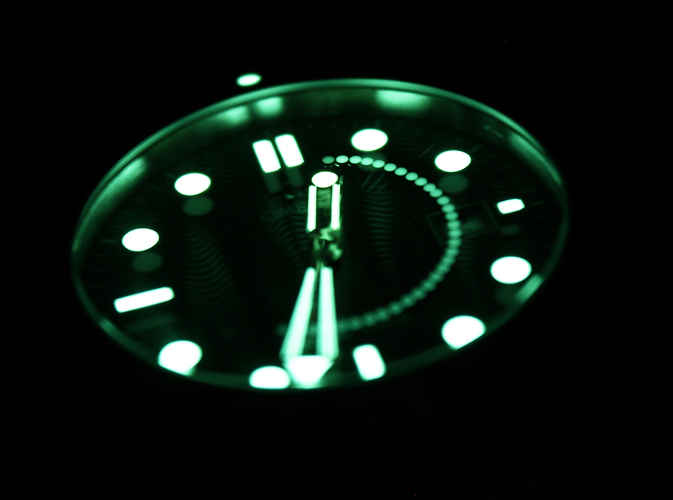
Một bức ảnh phơi sáng của một chiếc đồng hồ trong bóng tối. Chú ý nửa vòng tròn sáng là vệt của kim giây, cho thấy rằng đây là bức ảnh có độ phơi sáng kéo dài 30 giây. Kim giờ (mà chỉ chuyển động rất ít) được hiển thị rõ ràng, trong khi kim phút lại hơi mờ từ một nửa phút của chuyển động.

Chụp ảnh phơi sáng cần một thiết bị có thể điều chỉnh các thông số thủ công (thường là chế độ Tv hoặc M) và một nơi đặt máy ảnh thật chắc chắn (mặt đất, tripod,...) vì nếu sử cầm tay, việc thời gian chụp lâu sẽ làm nhòe các chi tiết do tay người có độ run. Sau khi điều chỉnh các thông số phù hợp, hãy nhấn nút và không động vào máy ảnh cho tới khi quá trình chụp hoàn tất.
Chụp ảnh phơi sáng lâu dễ thực hiện nhất trong điều kiện ánh sáng kém, nhưng cũng có thể được thực hiện trong ánh sáng đầy đủ bằng cách sử dụng các bộ lọc độ đen trung tính (Filter) hoặc bằng các máy ảnh được thiết kế đặc biệt. Khi sử dụng một bộ lọc độ đen trung tính dày, tính năng lấy nét tự động của máy ảnh có thể hoạt động được sẽ không hoạt động. Do đó tốt nhất hãy lấy nét thủ công trước rồi khóa lại. sau đó hãy gắn bộ lọc vào.

### Nhiếp ảnh ban đêm

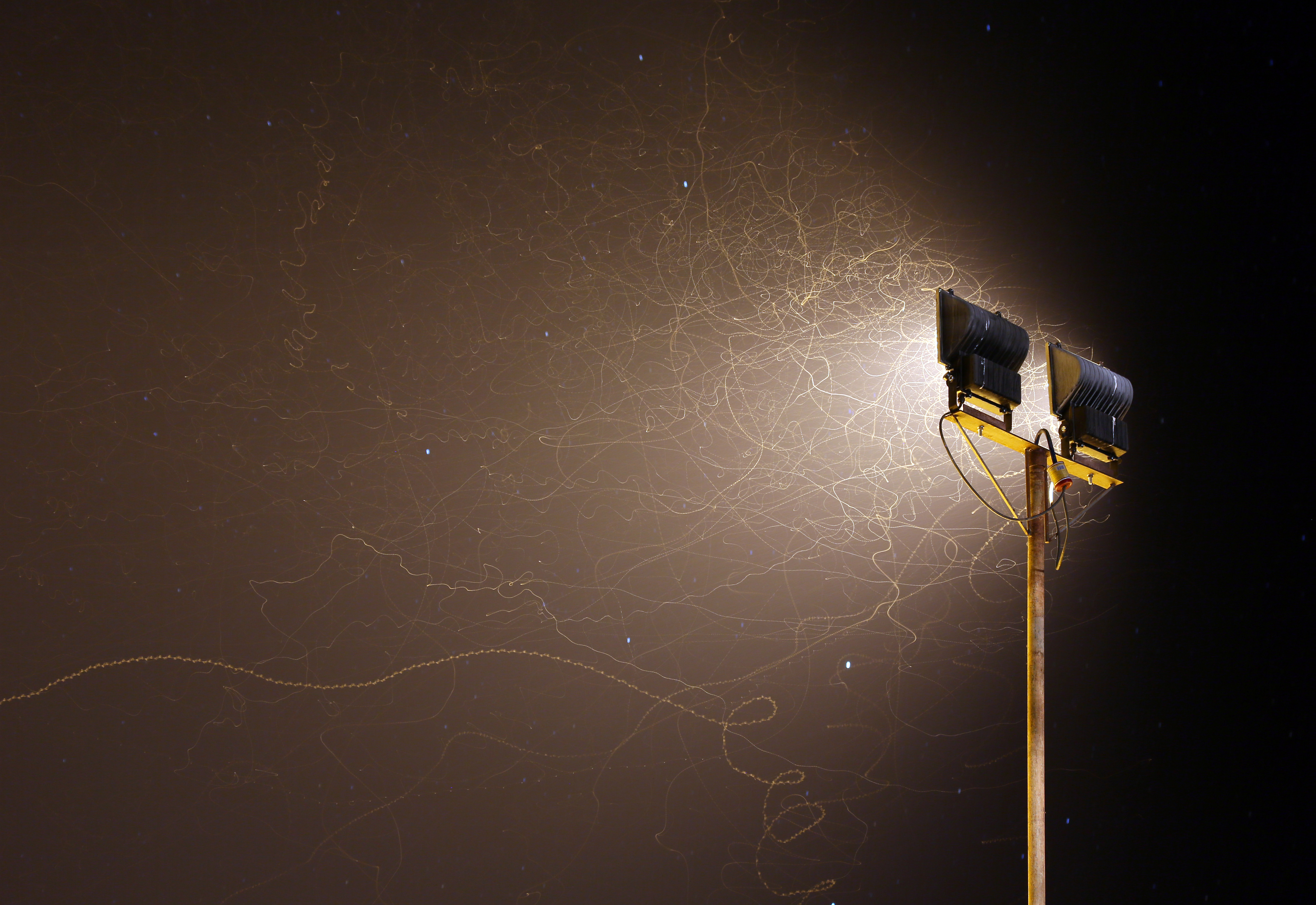
Thời gian phơi sáng: 30 giây: các con côn trùng đang bay trong đêm trước một ánh đèn chiếu.

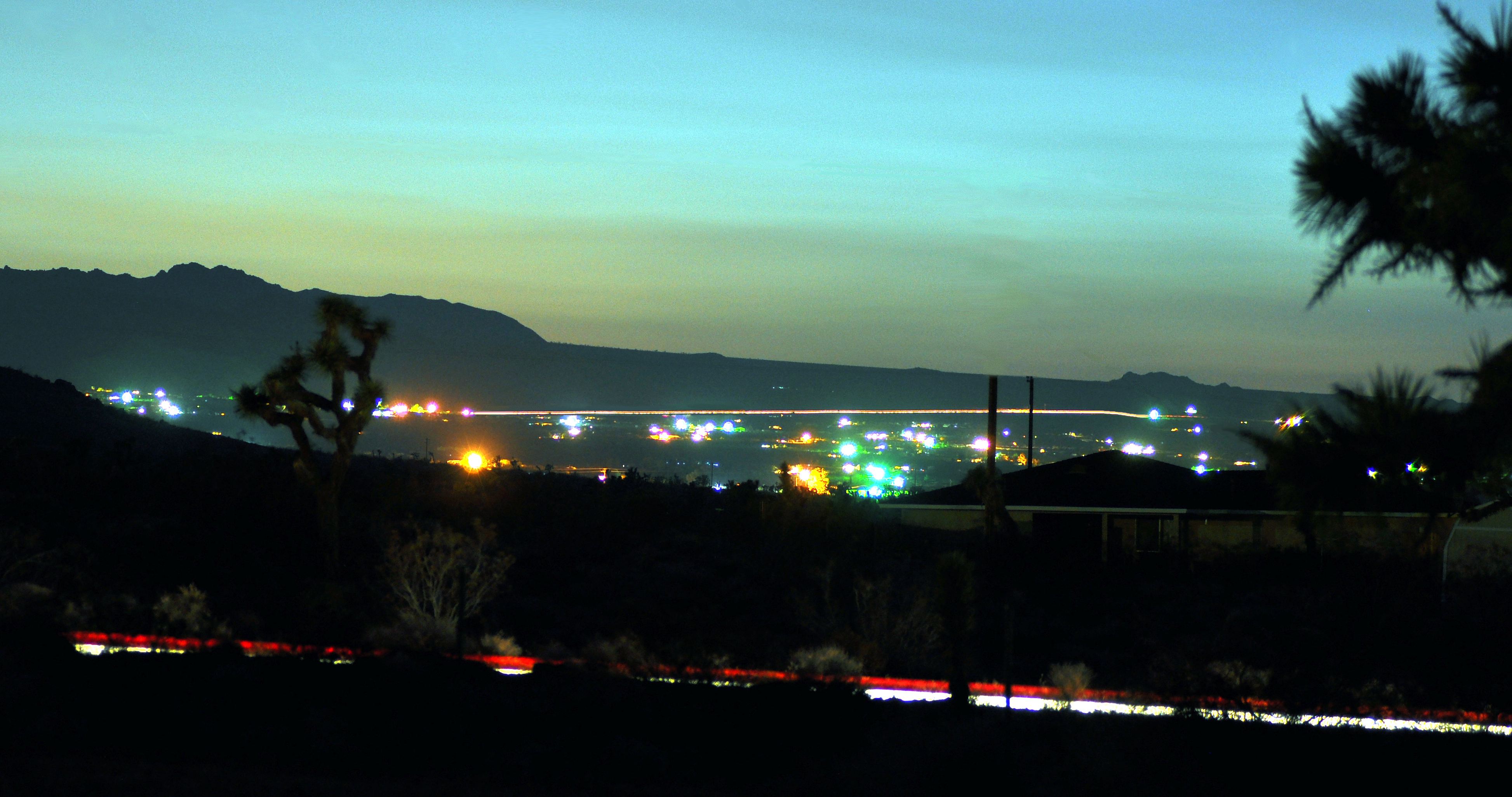
Thời gian phơi sáng 20 giây cho thấy những vệt sáng của xe hơi lúc chạng vạng trong Sa Mạc Cao, California.

Nhiếp ảnh phơi sáng lâu thường được sử dụng vào thời gian ban đêm, nơi thiếu ánh sáng thì buộc phải đặt độ phơi sáng lâu hơn, nếu cần giữ lại chất lượng tối đa cho bức ảnh. Tăng độ nhạy ISO cho phép đặt độ phơi sáng ngắn hơn, nhưng làm giảm đáng kể chất lượng hình ảnh thông qua việc giảm dãi động và làm tăng độ nhiễu. Bằng cách giữ màn trập của máy ảnh mở trong một khoảng thời gian dài, nhiều ánh sáng sẽ được hấp thụ, tạo ra một độ phơi sáng mà giúp chụp được toàn bộ dãi động (dynamic range) của cảm biến máy ảnh kỹ thuật số hoặc phim. Nếu camera là tĩnh trong toàn bộ khoảng thời gian màn trập mở thì có thể được tạo ra một bức ảnh rất sống động và rõ ràng.

### Vẽ ánh sáng

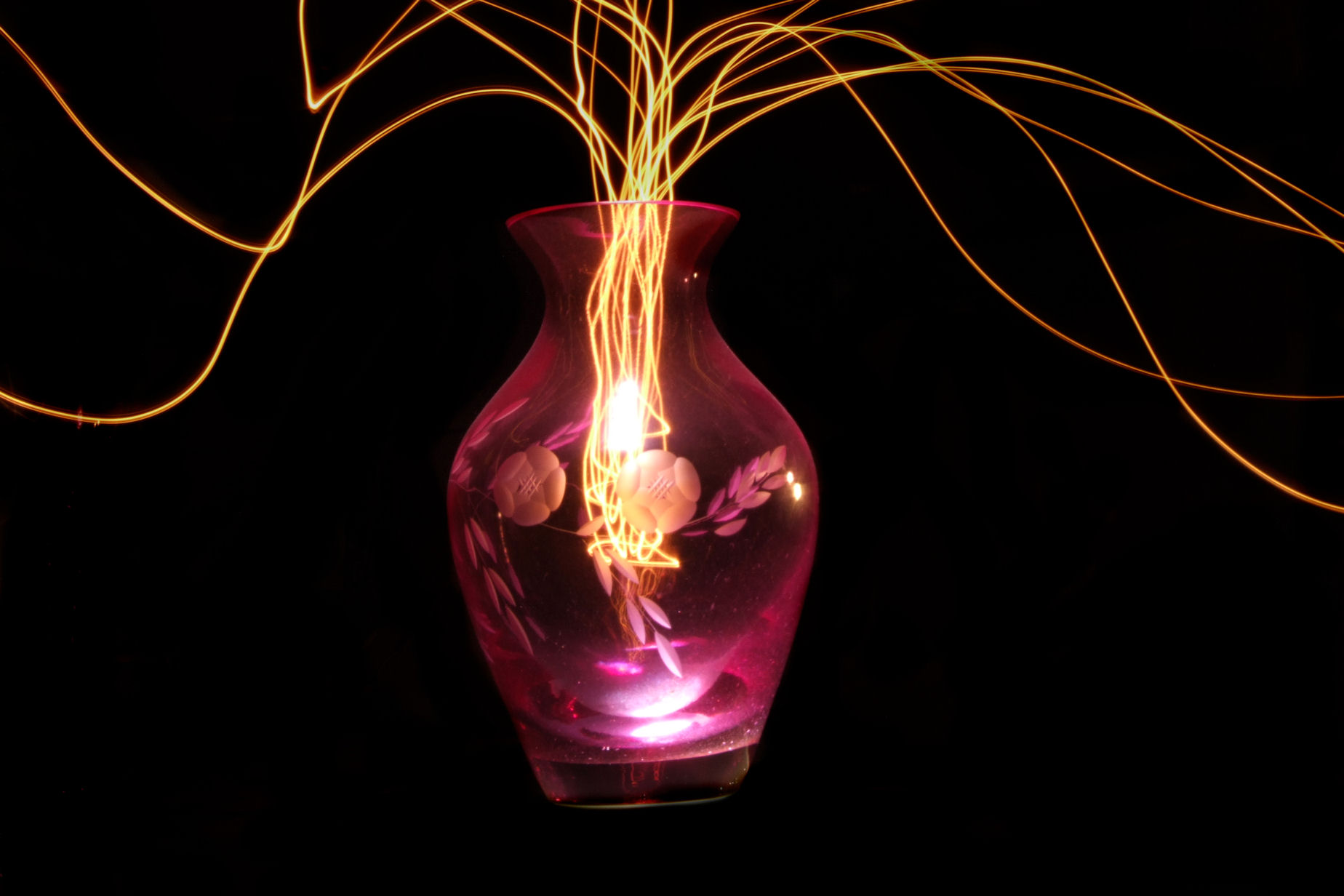
Ví dụ về vẽ bằng ánh sáng

Trong kỹ thuật này, ánh sáng của bối cảnh được để rất tối và nhiếp ảnh gia hay một trợ lý dùng một nguồn sáng có thể là cây đèn pin nhỏ và di chuyển nó thành các hình vẽ. Nguồn ánh sáng có thể được tắt giữa các nét vẽ. Thông thường, các đối tượng tĩnh trong bối cảnh được chiếu sáng bằng cách chớp nhanh đèn studio, bởi một hoặc nhiều đèn flash từ một đèn cân lửa, hoặc bằng cách tăng khẩu độ.

### Nước và phơi sáng

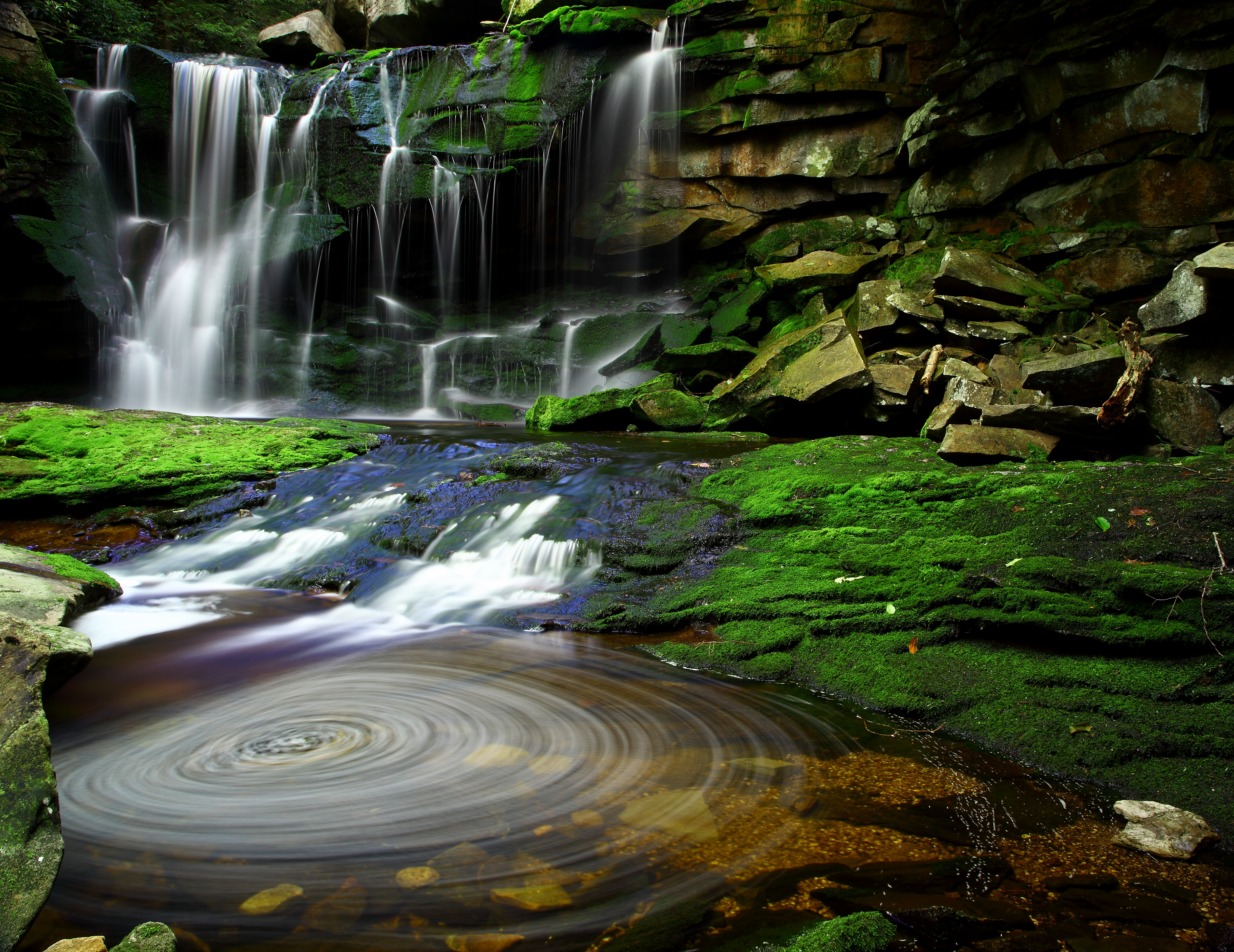
Một bức hình có thời gian phơi sáng 30 giây bắt được rõ nét các yếu tố tĩnh của hình ảnh trong khi làm mờ thác nước thành vệt sương mù. Rác trong xoáy nước trong hồ tạo thành các vòng tròn hoàn chỉnh.

Phơi sáng lâu có thể làm mờ chuyển động của nước vì vậy khi lên hình nước sẽ có dạng sương mù trong khi vẫn giữ cho các đối tượng cố định như đất và các kiến trúc được sắc nét.

## Solargraphy

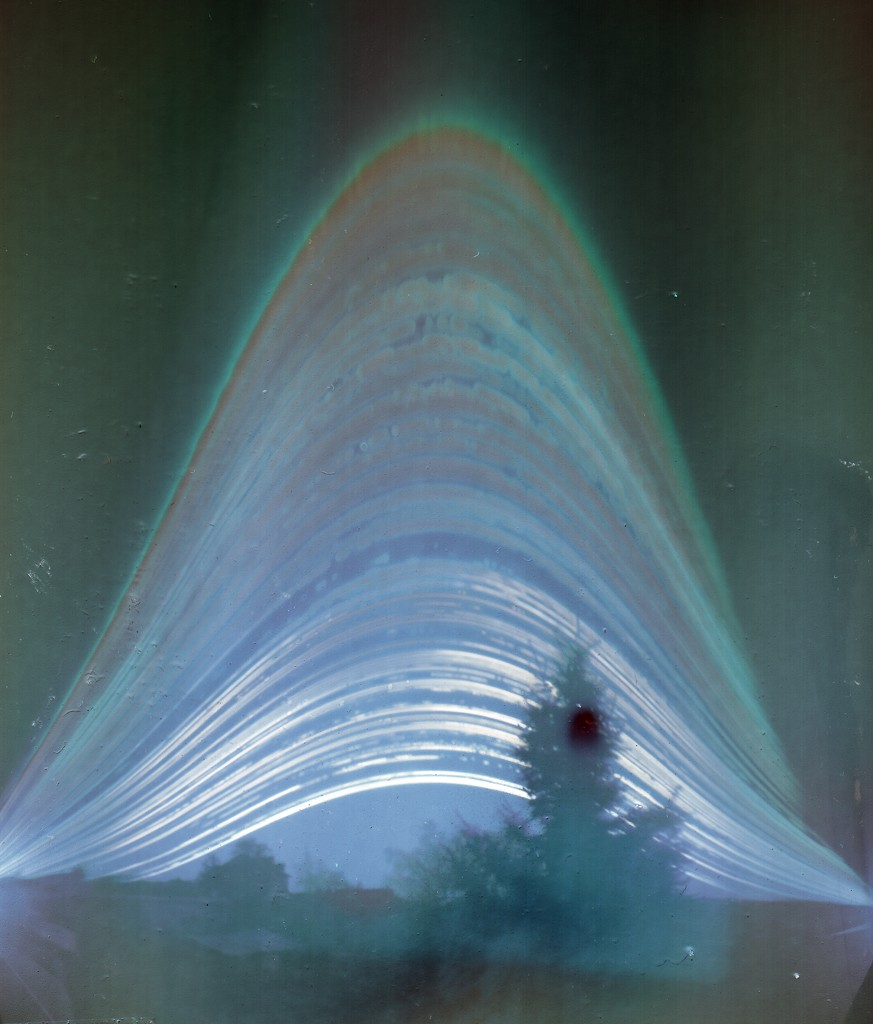
Một bức hình có độ phơi sáng trong một năm, cho thấy những vệt của mặt trời trong cả năm 2014. Hình chụp tại Sashegy, Buda, Budapest, Hungary.

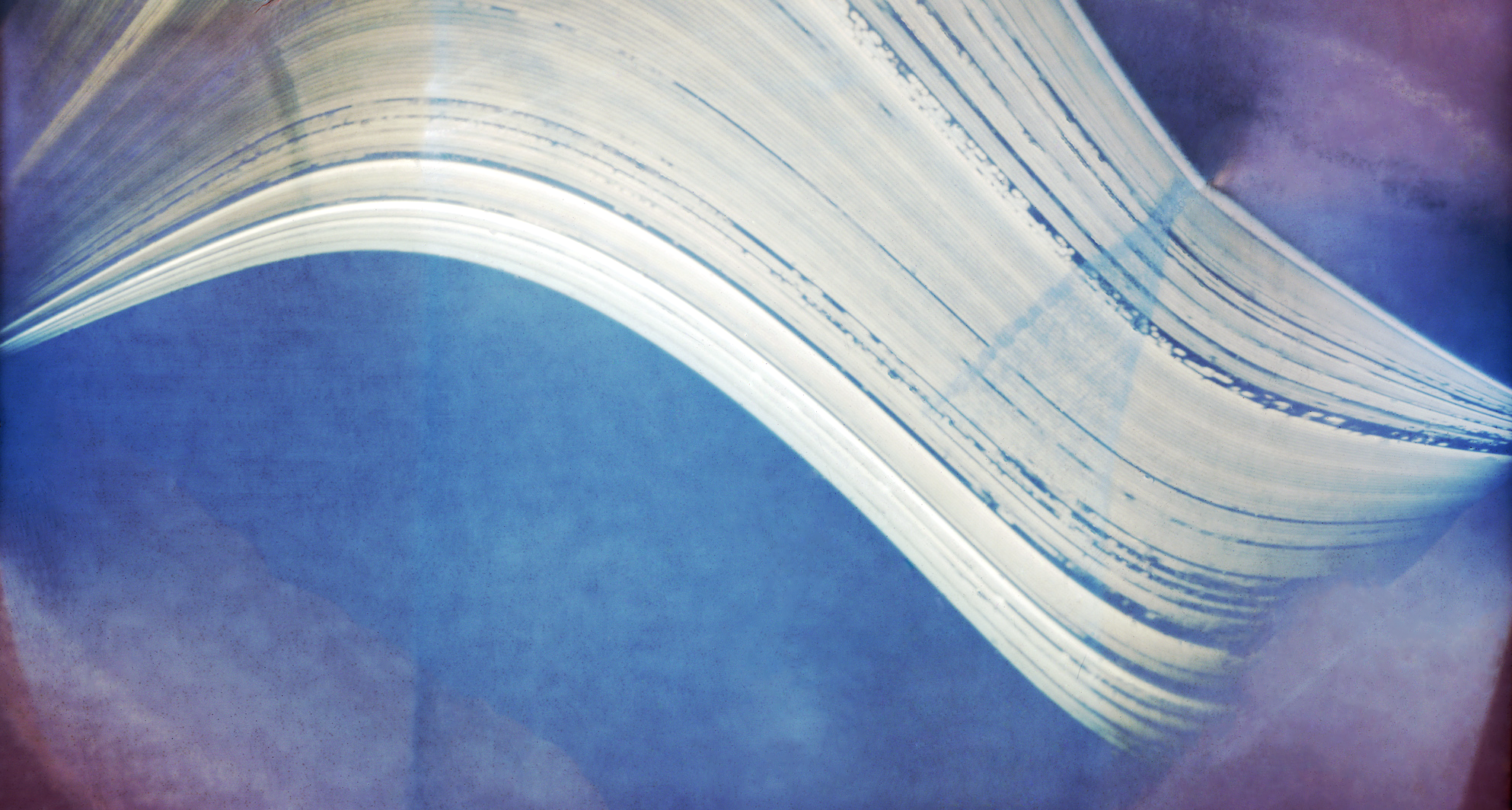
Một bức hình Solargraph chụp từ APEX của ESO tại Chajnantor.

Solargraphy là một kỹ thuật đặc biệt của phơi sáng. Trong đó một máy ảnh lỗ kim (hoặc một bức phim máy ảnh được đặt trong một hộp tối và chọc một lỗ kim để thu nhận ánh sáng) được đặt cố định trong một khoảng thời gian vô cùng dài (đôi khi là vài năm). Nó thường được sử dụng để thể hiện đường đi của mặt trời trên bầu trời. Một ví dụ của việc này là một bức ảnh phơi sáng 6 tháng duy nhất được thực hiện bởi nhiếp ảnh gia Justin Quinnell, cho vệt mặt trời đi qua cầu treo Clifton từ ngày 19/12/2007 tới 21/6/2008. Một phần của triển lãm Ánh sáng chậm: 6 tháng qua Bristol, Quinnell mô tả bức ảnh này như là chụp "một khoảng thời gian xa hơn những gì chúng ta có thể thấy được với thị giác của chúng ta." Tác phẩm này sử dụng một máy ảnh lỗ kim đơn giản cố định an toàn ở một vị trí mà không bị quấy rầy. Quinnel thiết kế máy ảnh của mình từ một lon đồ uống rỗng với khẩu độ 0,25mm và một tờ giấy ảnh.
Vào ngày 3/2/2015 một máy ảnh pinhole được sử dụng trong một dự án nghệ thuật solargraphy của Đại học bang Georgia đã bị phá hủy bởi đội gỡ bom Atlanta. Thiết bị này là một trong 19 cái đã được lắp đặt trên toàn thành phố, đã được đính bằng băng dính trên cầu Đại Lô số 14. trên I-75/85; giao thông đã bị đóng cửa trong hai giờ, và các máy ảnh còn lại sau đó đã được gỡ bỏ bởi chính quyền.